# 亚历山大 (霍亨索伦)
亚历山大·弗里德里希·安东尼乌斯·约翰内斯（Alexander Friedrich Antonius Johannes，1987年3月16日—），出生于纽约市。是霍亨索伦亲王卡尔·弗里德里希与妻子亚历山德拉·申克·冯·施陶芬贝格女伯爵的长子，名義上的霍亨索伦亲王世子。
亚历山大曾就讀英格兰奥克姆学校，在结束他的GCSE课程后离开。在马尔文学院短暂学习過，接受过极端混合武术训练。他还于2010年加入了德国的青年组织「荣格联盟」。
2021年11月，亚历山大王子在錫格馬林根与他的美国女友米歇尔·文森蒂亚·基思（Michelle Vincentia Keith）结婚。
2023年底，卡尔·弗里德里希亲王宣布他的侄子阿洛伊斯（生于1999年）将成为他的新继承人。